# Ratovi zvijezda III: Osveta Sitha
Ratovi zvijezda III: Osveta Sitha (u Hrvatskoj preveden i kao Zvjezdani ratovi – Epizoda III: Osveta Sitha; eng. Star Wars Episode III: Revenge of the Sith) američki je epski znanstveno-fantastični film iz 2005. godine koji je napisao i režirao George Lucas. To je sveukupno šesti snimljeni film iz sage Zvjezdanih ratova, ali treći ako se gleda kronologija događaja u radnji serijala.
Radnja filma odvija se tri godine nakon početka klonskih ratova. Jedi vitezovi raštrkani su kroz cijelu galaksiju u kojoj vode veliku vojsku klonova u ratu protiv separatista. Jedi vijeće šalje Jedi viteza Obija-Wan Kenobija da zaustavi zlog generala Grievousa, vođu separatističke vojske. U međuvremenu se Jedi vitez Anakin Skywalker, odvojen od svog bivšeg učitelja Kenobija, sve više zbližava s Palpatineom, vrhovnim kancelarom Galaktičke Republike koji je ujedno i mračni Sith Darth Sidius. Njihovo prijateljstvo uskoro će se pokazati opasnim za red Jedija, Republiku, ali i samog Anakina koji će u konačnici prijeći na tamnu stranu Sile i postati Darth Vader te tako promijeniti sudbinu galaksije zauvijek.
Lucas je počeo pisati scenarij za treću epizodu prije nego što je uopće započela produkcija prethodnog nastavka – Klonovi napadaju. Snimanje filma odvijalo se u Australiji te Tajlandu i Italiji i trajalo je preko tri mjeseca. Kino distribucija filma započela je 19. svibnja 2005. godine, a sam film dobio je uglavnom pozitivne ocjene kritičara, pogotovo ako se uspoređuju kritike prethodna dva nastavka sage.
Film Osveta Sitha nakon početka kino distribucije oborio je nekoliko box-office rekorda te u konačnici na svjetskim kino blagajnama utržio 848 milijuna dolara, čime je postao drugi najgledaniji film iz sage Zvjezdanih ratova (kada se ne gleda inflacija kinoulaznica). U Hrvatskoj je film u kinima pogledao 105 tisuća gledatelja. Osvetha Sitha bio je najgledaniji film 2005. godine u američkim kinima, te drugi najgledaniji film iste godine u svjetskim kinima (prvi je bio Harry Potter i Plameni pehar). Do kolovoza 2014. godine film Osveta Sitha nalazi se na 38. mjestu najgledanijih filmova svih vremena.

## Radnja
Film započinje uvodnom porukom koja objašnjava da je Galaktička Republika pretrpjela teške gubitke protiv separatista tijekom ratova klonova. Jedi vitezovi Anakin Skywalker i Obi-Wan Kenobi ulaze u sukob protiv vođe separatista generala Grievousa kako bi spasili otetog vrhovnog kancelara Palpatinea. Međutim, uskoro im se suprotstavlja grof Dooku te započinje njihov dvoboj svjetlosnim mačevima. Nakon što Dooku onesposobi Obi-Wana, Anakin se bori sam protiv njega i ubija ga na Palpatineov nagovor. Uskoro se njih trojica sukobe s Grievousom koji uspijeva pobjeći, a Anakin jedva prizemljuje oštećeni svemirski brod na planet Coruscant. Tamo se Anakin ponovno susreće sa svojom suprugom, Padme Amidalom, koja mu otkriva da je zatrudnila. U početku uzbuđen zbog vijesti, Anakina uskoro započinju proganjati vizije o njezinoj smrti tijekom poroda.
Uskoro Palpatine postavlja Anakina u Jedi vijeće kao svog predstavnika, ali Anakinu nije odobren rang Jedi majstora (master) i umjesto toga mu je naređeno da pažljivo motri svaki potez kancelara. Frustriran zbog toga što nije u potpunosti prihvaćen u vijeću, Anakin započinje gubiti vjeru u Jedije i sve više se zbližava s Palpatineom koji mu govori da mračna strana Sile ima moć spriječiti smrt. Na planetu Utapau, posljednjem utočištu separatista, Obi-Wan predvodi vojsku klonova te se ponovno susreće s Grievousom kojeg tom prilikom porazi. Kada Palpatine otkrije svoj pravi identitet (Darth Sidious), Anakin njegovu izdaju otkriva Jedi vitezu Maceu Winduu. U borbi svjetlosnim mačevima, Windu uspijeva poraziti Palpatinea, ali se na Palpatineov nagovor Anakin umiješa i dopušta Darth Sidiousu da ubije Windua. U očajničkoj želji da spasi Padme, Anakin postaje Palpatineov učenik te dobiva novo ime - Darth Vader.
Palpatine uskoro naređuje vođama vojske klonova da ubiju sve Jedi vitezove te pošalje Vadera da ukloni sve koji se nalaze u hramu Jedija. Nakon toga Vader putuje do vulkanskog planeta Mustafar kako bi upravo tamo pomogao u skrivanju ostatka vođa separatista. U međuvremenu Palpatine dolazi u Senat i reformira Republiku u Galaktičko Carstvo te samog sebe proglašava Carem.
Otkrivši Anakinovu izdaju, Obi-Wan i Jedi master Yoda kreću različitim putevima kako bi se suočili s Vaderom odnosno Sidiousom. Budući da ne uspijeva uvjeriti Padme da je Anakin prešao na tamnu stranu, Obi-Wan se skriva u njezin brod koji putuje na planet Mustafar. Kada Padme otkrije što je Vader učinio, ona ga pokuša vratiti, ali Vader ju optužuje za izdaju i iskorištava Silu kako bi ju gušio (iako ju samo onesvijesti). Vader i Obi-Wan se nakon toga nađu u žestokom duelu koji završava tako da Obi-Wan odreže Vaderove noge i njegovu lijevu ruku. Vader polagano klizi do vulkanske rijeke, nesposoban oduprijeti se. Obi-Wan uzima svjetlosni mač svog bivšeg učenika te odlazi pomoći Padme. U međuvremenu se Yoda suočava s Palpatineom, ali je primoran povući se kada njihov duel završi bez pobjednika.
Na planetu Polis Massa, Padme umire nakon što rodi blizance Lukea i Leiu. U međuvremenu Palpatine pronalazi Vadera jedva živog na planetu Mustafar te ga vraća na planet Coruscant gdje tijelo svog mladog učenika obnavlja uz pomoć kibernetičkih udova i respiratora. Užasnut spoznajom da je ubio Padme, Vader zavrišti nakon čega i posljednji dio ljudskosti izađe iz njega. Uskoro nadgleda građenje Zvijezde Smrti dok se istovremeno održava posljednji ispraćaj za Padme kojoj su tijekom sprovoda stavili lažni trbuh tako da svi misle da je umrla dok je još bila trudna. Znajući da novorođeni blizanci moraju ostati skriveni od Cara, senator Bail Organa posvoji Leiu i odvede ju na planet Alderaan, dok Luke završava kod svojih posvojitelja na planetu Tatooine. Organa dopušta droidima C-3PO-u i R2-D2-u da ostanu na Tantive IV te naređuje da se C-3PO-u izbriše kompletna memorija. Yoda podučava Obi-Wana kako komunicirati s duhom Qui-Gon Jinna prije nego ode u progonstvo na planet Dagobah. Obi-Wan odvodi malog Lukea na planet Tatooine i daje ga Lukeovom ujaku i ujni te obeća da će ga paziti sve dok ne dođe vrijeme da Luke izazove Cara na osvetu.

## Glumačka postava
- Ewan McGregor kao Obi-Wan Kenobi: Obi-Wan je general Galaktičke Republike i Jedi vitez koji se nalazi u vijeću Jedija. Često putuje i obavlja opasne misije sa svojim najboljim prijateljem i bivšim učenikom Anakinom.
- Hayden Christensen kao Anakin Skywalker/Darth Vader: Anakin je nedavno proglašen Jedijem te ga se smatra junakom ratova klonova. Nakon što sazna za trudnoću svoje supruge, počinju ga mučiti vizije njezine smrti tijekom porođaja. Zbog toga što su ga iste more proganjale prije majčine smrti, on se zavjetuje da će učiniti sve što je u njegovoj moći da spasi Padme i u toj odlučnosti on prihvaća tamnu stranu Sile te postaje Sith lord Darth Vader. Iako mnogi pretpostavljaju da je glumac James Earl Jones posudio svoj glas Darth Vaderu u jednom jedinom dijalogu kojeg se čuje pred kraj filma, sam Jones je na direktno pitanje o istome odgovorio časopisu Newsday: "Morat ćete pitati Lucasa u vezi s tim. Ja ništa ne znam."[2] Međutim, na audio komentarima dostupnima na DVD izdanju filma, premda na odjavnoj špici ne piše tko je posudio svoj glas Darthu Vaderu, rečeno je da bi svaki pravi obožavatelj Zvjezdanih ratova "trebao znati odgovor".[3]
- Natalie Portman kao Padme Amidala: Padme je Anakinova tajna supruga koja je nedavno zatrudnila s blizancima. Kao senatorica planeta Naboo, ona je duboko zabrinuta za Palpatineovu rastuću moć te čudno ponašanje svoga supruga.
- Ian McDiarmid kao vrhovni kancelar Palpatine/Darth Sidious: kao vrhovni kancelar Galaktičke Republike, Palpatine je pokrenuo ratove klonova protiv separatista. Kao rezultat, Senat mu je odobrio izvršne ovlasti te ga na taj način efektivno pretvorio u diktatora. Do sada on je već postao mentor Anakinu, manipulirajući ga na način da ovaj prestane vjerovati u Jedije. U stvarnosti, Palpatine je mračni Sith lord Darth Sidious koji u ovoj epizodi konačno izlazi iz vlastite sjene, uništava Jedi red i Republiku kojoj je služio te dovodi Anakina na svoju stranu.
- Frank Oz kao glas Yode: mudri vođa Jedi vijeća. On je prijatelj i mentor mnogim Jedijima te igra važnu ulogu u bitci na Kashyyyku.
- Samuel L. Jackson kao Mace Windu: Windu je Jedi vitez koji se nalazi u Jedi vijeću, a također je i Jedi general u ratovima klonova.
- Matthew Wood kao glas generala Grievousa: Grievous je užasni kiborg i general separatističke vojske droida. Upravo je on odgovoran za otmicu Palpatinea na početku filma. Otkriva se da je također vrlo vješt u duelima sa svjetlosnim mačevima, jer ga je trenirao grof Dooku, koji istovremeno može baratati s dva zelena i dva plava mača koja je uzeo Jedijima koje je ubio.
- Jimmy Smits kao senator Bail Organa: Bail Organa je senator u Galaktičkoj Republici i prijatelj Jedijima kojeg zabrinjava rastuća Palpatineova moć.
- Anthony Daniels kao C-3PO: C-3PO je osobni protokolarni droid Padme Amidale kojeg je kreirao Anakin Skywalker.
- Kenny Baker kao R2-D2: R2-D2 je bivši astro-droid Anakina Skywalkera i najbolji prijatelja C-3PO-a.
- Silas Carson kao Nute Gunray i Ki-Adi-Mundi: Gunray je potkralj Trgovačkog saveza koji ne vjeruje Grievousu i usudi se preispitati njegovo vodstvo. Ki-Adi-Mundi je Jedi vitez koji se nalazi u Jedi vijeću te je također jedan od generala u ratovima klonova.
- Temuera Morrison kao narednik Cody i trupe klonova: Cody i trupe klonova dio su vojske Republike. Kao što je već prikazano u prethodnoj epizodi, Klonovi napadaju, oni su klonovi lovca na glave Janga Fetta.
- Christopher Lee kao grof Dooku/Darth Tyranus: on je Sith učenik Dartha Sidiousa, vođa separatista i direktni nadređeni generalu Grievousu.
- Peter Mayhew kao Chewbacca: Chewbacca je Wookiee, Yodin prijatelj koji se na njegovoj strani bori u bitci na Kashyyyku.

Godine 2004. objavljeno je da je glumcu Garyju Oldmanu ponuđena uloga posuđivanja glasa generalu Grievousu; međutim, tijekom pregovora pojavile su se komplikacije nakon što je Oldman saznao da film neće biti snimljen pomoću Udruženja glumaca čiji je on bio član. Zbog toga je odbio ulogu, jer nije želi prekržiti pravila udruge. Matthew Wood, koji je u konačnici liku posudio svoj glas, negirao je te tvrdnje tijekom jedne od Star Wars ceremonija održanih u Indianapolisu. Prema njegovim izjavama, Oldmah je prijatelj Ricka McCalluma - producenta kompletne prequel trilogije - koji je snimio svoj glas na audiciji kao uslugu svom prijatelju, ali na kraju nije odabran.<ref>{{cite conference |first=Matthew |last=Wood |title=Voicing Grievous |publisher=Celebration III |date=2005-04-19 |location=Indianapolis, Indiana}}</ref> Wood, koji je u to vrijeme nadzirao montažu zvuka, bio je zadužen za audicije pa je anonimno, među 30 ostalih, poslao i snimku svog glasa pod inicijalima "A.S." (Alan Smithee). Nekoliko dana kasnije nazvali su ga i upitali za puno ime i prezime koje se skriva iza inicijala "A.S.". Na internetu su jedno vrijeme kružile lažne glasine da je glas liku generala Grievousa posudio glumac John Rhys-Davies.

### Cameo uloge
Scenarist i redatelj George Lucas pojavljuje se u maloj ulozi u opernoj kući na Coruscantu kao plavoliko biće Baron Papanoida; može ga se vidjeti izvan Palpatineove lože. Ta uloga predstavlja ujedno i Lucasovo jedino pojavljivanje u bilo kojem filmu iz sage Zvjezdanih ratova. Njegovo troje djece također se pojavljuje u malim ulogama: njegov sin Jett glumi mladog Jedija imena Zett Jukassa koji pogiba braneći Jedi hram od napada trupa klonova; njegova kćerka Amanda glumi lik imena Terr Taneel koju se može vidjeti u sigurnosnom hologramu; a njegova kćerka Katie glumi plavoliku Pantoranku imena Chi Eekway koju se može vidjeti kada Palpatine dolazi u Senat nakon što su ga Jediji spasili te kada razgovara s Baronom Papanoidom u opernoj kući (ona također ima i kratku govornu ulogu u jednoj izbačenoj sceni u kojoj se Padme potajno nalazi na sastanku s drugim senatorima). Kada Anakin, Obi-Wan i Palpatine dođu brodom do pristaništa koje se nalazi u blizini Senata (a nakon što dožive brodolom), u pozadini se može vidjeti brod Millennium Falcon kako slijeće na jednu od platformi.
Novozelandska glumica Keisha Castle-Hughes glumi kraljicu Apailanu s planeta Naboo. Može ju se vidjeti u sceni sprovoda pred kraj filma.
Veliki dio filmske ekipe pojavljuje se u manjim ulogama. Nick Gillard, koordinator kaskadera, glumi Jedi viteza imena Cin Drallig. Jeremy Bulloch (koji je glumio Bobu Fetta u originalnoj trilogiji) u ovom se filmu pojavljuje u govornoj ulozi kao kapetan Colton, pilot pobunjeničkog broda Tantive IV.

## Produkcija

### Scenarij
George Lucas je izjavio da je glavni kostur priče Zvjezdanih ratova osmislio 1973. godine. Kasnije je, ipak, razjasnio da u vrijeme nastanka koncepcije priče nije razmišljao toliko široko i o toliko detalja koji su se kasnije pojavili, već samo o glavnom sadržaju cijele serije koji će s vremenom evoluirati. Na trećoj epizodi započeo je raditi čak i prije nego što je prethodni nastavak, Klonovi napadaju, uopće bio pušten u kino distribuciju dajući prijedloge svojim crtačima o tome da će film započeti s montažnom sekvencom od čak sedam bitaka na sedam različitih planeta. Tog ljeta Lucas je ipak ponovno pregledao napisani materijal i radikalno promijenio cijelu priču. Michael Kaminski u knjizi The Secret History of Star Wars navodi da je Lucas u originalnom scenariju pronašao nedostatke u Anakinovom prelasku na Mračnu stranu te se zbog toga odlučio za mnoštvo promjena u priči. Jedna od tih promjena je bila i odustajanje od početka filma sa sedam bitaka te fokusiranje isključivo na Anakina (prvi dio filma završava njegovim ubijanjem Grofa Dookua, događajem koji jasno aludira na njegov kasniji prelazak na Mračnu stranu).
Veliki broj obožavatelja sage je na internetu nagađalo o tome kakav će podnaslov imati treća epizoda. Glasine su uključivale naslove kao što su Rise of the Empire, The Creeping Fear (naslov koji se pojavio na službenoj stranici filma na dan šale odnosno 1. travnja 2004. godine) te Birth of the Empire. U konačnici je jedan od naslova koji se pojavio bio i Revenge of the Sith, a George Lucas je uskoro potvrdio i njegovu točnost. Sam naslov referenca je na Revenge of the Jedi - originalan naslov šeste epizode Povratak Jedija; Lucas je taj naslov promijenio par tjedana prije početka kino distribucije posljednjeg nastavka sage uz obrazloženje da Jedi vitezovi nikada ne traže osvetu.
Budući da je Lucas odlučio veću pozornost priče i samog filma pridati Anakinu, morao je žrtvovati određene podradnje koje su ostale nedovršene iz prethodne epizode. Iako je još ranije obećao obožavateljima da će objasniti misteriju iza brisanja planeta Kamina iz Jedi arhive, morao je odustati od te podradnje kako bi što više priče posvetio Anakinu te je na taj način taj dio ostao nerazjašnjen. Kao kompromis, Lucas je dopustio autoru Jamesu Lucenu da kompletnu misteriju Kaminovog nestanka i originalnog nastanka vojske klonova objasni u svojem romanu Labyrinth of Evil.
U početku je Lucas planirao u sam film staviti još više referenci na originalnu trilogiju pa je u jednoj verziji scenarija napisao scenu u kojoj se 10-godišnji Han Solo pojavljuje na Kashyyyku; međutim ta uloga nikome nije dodijeljena, niti je scena ikada snimljena. Također je napisao scenu u kojoj Palpatine otkriva Anakinu da ga je on stvorio iz midiklorina te da mu je on zapravo "otac" čime je povučena jasna paralela na Vaderovo otkriće Lukeu u filmu Carstvo uzvraća udarac; međutim i tu je scenu Lucas izbacio iz konačne verzije scenarija.
Nakon što je snimanje filma završeno 2003. godine, Lucas je napravio dodatne izmjene u Anakinovom liku, prvenstveno pojačavajući njegovu motivaciju za prelazak na Mračnu stranu. To je napravio prvenstveno zahvaljujući dodatnoj montaži i snimanju novih scena u Londonu tijekom 2004. godine. U ranijim verzijama Anakin ima mnoštvo razloga za prelazak na Mračnu stranu od kojih je jedan bio njegovo čvrsto uvjerenje da Jedi vitezovi planiraju preuzeti Repuliku. Premda je to ostalo nedirnuto u finalnoj verziji filma, uz pomoć dodatne montaže i novih scena, Lucas je ipak uspio staviti veći naglasak na Anakinovu želju da spasi Padme od njezine smrti. Na taj način, u verziji filma prikazanoj u kinima, glavni razlog Anakinovog prelaska na Mračnu stranu je njegova želja da spasi Padme.

### Snimanje
Premda je prva scena koja je snimljena bila zapravo posljednja koja će se pojaviti u filmu (snimljena još 2000. godine tijekom snimanja Epizode II) snimanje filma Osveta Sitha trajalo je od 30. lipnja 2003. do 17. rujna 2003. godine uz dodatno snimanje u studijima Shepperton i Elstree u Londonu između kolovoza 2004. i 31. siječnja 2005. godine. Većina filma snimljena je u Foxovim studijima u Sydneyju u Australiji premda su određeni kadrovi okoliša koji su poslužili kao pozadina mnogih scena snimljeni u drugim dijelovima svijeta. To je uključivalo vapnene planine koje su "glumile" Kashyyyk, a koje su snimljene u Phuketu u Tajlandu (kasnije su iste oštećene u Cunamiju u Indijskom oceanu 2004. godine). Producenti su također imali sreće što su snimali film u isto vrijeme kada je eruptirao vulkan Etna u Italiji. Kamermani su poslani na lokaciju kako bi snimili uzavreli vulkan iz nekoliko kutova, a kasnije su te scene ubačene u pozadinu animacije planeta Mustafara na kojem se događa vrhunac radnje filma.
Tijekom snimanja ključnih scena, Lucas je učestalo koristio "kameru A" i "kameru B" odnosno "tehniku V" - proces koji uključuje snimanje scena s dvije ili više kamera istovremeno kako bi se ista performansa dobila iz više različitih kutova. Koristeći HD tehnologiju razvijenu za film, filmaši su mogli slati snimljeni materijal montažerima istoga dana kada su ga snimili; da se film snimao na vrpci taj bi proces trajao minimalno 24 sata. Snimljeni materijal koji se odnosio na planet Mustafar poslan je montažeru Rogeru Bartonu koji je na lokaciji u Sydneyju montirao završni duel svjetlosnim mačevima. Sav ostali snimljeni materijal proslijeđen je montažeru Benu Burttu na Skywalker ranč u Kaliforniju.
Glumci Hayden Christensen i Ewan McGregor započeli su vježbanje svog duela svjetlosnim mačevima puno prije nego ga je Lucas išao snimati. Ekstenzivno su trenirali s Nickom Gillardom kako bi upamtili i odglumili svaki potez svog duela na pravilan način. Kao i u prethodna dva filma prve trilogije, McGregor i Christensen su sami odradili svoje scene borbe svjetlosnim mačevima bez kaskadera. Brzina kojom se Anakin i Obi-Wan bore u svom duelu uglavnom je jednaka onoj kako je snimljena premda su određeni potezi ubrzani.
Film Osveta Sitha postao je prvi u sagi u kojem likove Anakina Skywalkera i Dartha Vadera tumači isti glumac u istom filmu. U početku je zamišljeno da u kostim Dartha Vadera bude obučen samo "visoki muškarac". Ali nakon što je glumac Christensen molio Lucasa, dopušteno je da kostim Vadera bude napravljen prema Christensenovim mjerama. Zbog svoje visine od 1,85 metara Christensen je u sceni kada glumi Dartha Vadera gledao kroz otvor za usta na maski.

### Glazba iz filma
Službeni soundtrack filma objavila je tvrtka Sony Classical dana 3. svibnja 2005. godine - više od dva tjedna prije početka kino distribucije. Glazbu je skladao i vodio John Williams (skladatelj koji je do tada radio glazbu za sve nastavke sage), a izveo ju je londonski simfonijski orkestar. Glazbeni video naziva A Hero Falls snimljen je za glavnu filmsku temu Battle of the Heroes, a u njemu su korištene scene iz filma; spot se nalazi na DVD izdanju kao poseban dodatak.

## Distribucija
Film Osveta Sitha svoju je premijeru imao na filmskom festivalu u Cannesu 2005. godine (izvan konkurencije) dana 16. svibnja. U većini zemalja svijeta službena kino distribucija započela je 19. svibnja, istog datuma kada je započela kino distribucija Fantomske prijetnje 1999. godine (Nova nada iz 1977. godine te Povratak Jedija iz 1983. godine također su u kino distribuciju krenuli istog datuma, sa šest godina odmaka). Globalna tvrtka Challenger, Gray & Christmas procijenila je tjedan dana prije premijere da će američko gospodarstvo izgubiti otprilike 627 milijuna dolara u svojoj produktivnosti na dan početka službene kino distribucije zbog velikog broja zaposlenika koji se neće pojaviti na poslu zbog uzimanja godišnjeg odmora ili "bolovanja". Grauman's Chinese Theatre, tradicionalno kino koje je do tada prikazivalo sve nastavke sage, nije prikazalo ovaj. Unatoč tome stvoren je red ljudi koji su više od mjesec dana prije početka kino distribucije čekali pokušavajući na taj način uvjeriti nekog odgovornog da promjeni odluku o neprikazivanju filma u tom kinu. Budući se to ipak nije dogodilo, većina njih prihvatila je ponudu gledanja filma u obližnjem kinu ArcLight Cinemas (prije znanom kao "Cinerama Dome"). Dana 16. svibnja Empire Cinema u Londonu prikazivao je cjelodnevni Star Wars maraton svih šest nastavaka; vojska Imperija "čuvala" je područje, a Kraljevska filharmonija održala je besplatan koncert svirajući glazbu iz filma.

### Problem piratstva
Kopija filma procurila je na internet nekoliko sati nakon što je započela službena kino distribucija. Budući se radilo o kopiji s vremenskim kodom, vrlo brzo se došlo do zaključka da ju je na internet pustio netko iz industrije, a ne netko tko je snimao film videokamerom na nekoj od ranijih kino projekcija. Osmero ljudi kasnije je optuženo za povredu autorskih prava i distribuciju materijala ilegalnim putem. U dokumentima koje je podnijelo okružno tužiteljstvo Los Angelesa navedeno je da je kopiju filma uzeo zaposlenik iz nečuvanog post-produkcijskog ureda u Kaliforniji koji je kasnije priznao krađu. Navedena ilegalna kopija došla je u ruke sedmero različitih ljudi prije nego što je došla do osmog koji je priznao krivnju u vezi postavljanja kopije na internet.

### Rejting
Osveta Sitha je jedini film iz sage Zvjezdanih ratova koji je dobio rejting PG-13 (Parental Guide) zbog "znanstveno-fantastičnog nasilja i ponekih žestokih kadrova", a poglavito zbog scene pred kraj u kojoj Darth Vader biva zapaljen s lavom. Mjesecima prije službene odluke, redatelj Lucas je rekao da osjeća da bi film trebao dobiti navedeni rejting zbog Anakinovih posljednjih trenutaka, ali i zbog činjenice što je sam film najmračniji i najintenzivniji od svih šest filmova iz sage. Neki kritičari, uključujući Rogera Eberta i Richarda Roepera, kasnije su napisali da bi djeca bez problema mogla uživati u filmu dok god se uz njih nalaze roditelji čime su dali do znanja da bi rejting PG bio sasvim dovoljan. Svi raniji filmovi iz sage imaju upravo oznaku PG. Rejting PG-13 nije postojao u vrijeme kada je originalna trilogija bila u kino distribuciji; međutim, kasnije su sva tri filma poslana na ocjenu zbog nekih sitnih izmjena u verzijama i svejedno su dobila oznaku PG.

### VHS i DVD izdanja
Film je izdan na DVD-u 31. listopada 2005. godine u Velikoj Britaniji; 1. studenog 2005. godine u SAD-u i Kanadi te 3. studenog 2005. godine u Australiji. Na velikoj većini ostalih teritorija u svijetu film je izdan na nekim od ovih datuma, uključujući i Hrvatsku. Film je izdan na dvostrukom DVD izdanju.
DVD izdanje uključivalo je posebne dodatke s brojnim dokumentarnim filmovima uključujući jedan potpuno novi dugometražni dokumentarac te dva priloga o filmu od kojih jedan istražuje proročanstvo Anakina Skywalkera kao Izabranog, a drugi prikazuje priču o kaskaderskim scenama kao i web-dokumentarce od 15 dijelova sa službene internetske stranice filma. Poput DVD izdanja ostalih filmova iz sage i ovaj uključuje audio komentare redatelja Lucasa, producenta Ricka McCalluma, direktora animacije Roba Colemana i supervizora za specijalne efekte Johna Knolla i Rogera Guyetta. Izdanje također sadrži i šest izbačenih scena s uvodom redatelja Lucasa i producenta McCalluma. Na drugom disku se, između ostalog, nalaze i najave za PC igricu Star Wars: Empire at War te demoigra Star Wars: Battlefront II za Xbox.
Zanimljiva je činjenica da je zbog marketinških razloga film Osveta Sitha prvi u serijalu koji nikada nije izdan na VHS-u u SAD-u. Međutim, film je izdan na VHS-u u Australiji, Velikoj Britaniji i velikoj većini ostalih zemalja svijeta uključujući i Hrvatsku.
Isto DVD izdanje ponovno je izdano u sklopu box-seta prequel trilogije 4. studenog 2008. godine.
Svi filmovi sage izdani su i na Blu-ray diskovima 16. rujna 2011. godine u tri različita izdanja.

### Distribucija u 3D-u
Dana 28. rujna 2010. godine najavljeno je da će se svih šest filmova iz serijala prikazati i u 3D verziji. Filmovi će biti distribuirani kronološkim redom počevši od Fantomske prijetnje 10. veljače 2012. godine. Film Osveta Sitha prvotno je bio planiran za 3D distribuciju 11. listopada 2013. godine (kasnije se datum pomaknuo na 4. listopada iste godine). Međutim, 28. siječnja 2013. godine tvrtka Lucasfilm službeno je objavila da privremeno odustaje od 3D distribucije Epizode II i Epizode III kako bi se "stopostotno fokusirala na snimanje Epizode VII" te da će sve daljnje informacije oko 3D distribucije biti objavljene naknadno.

## Teme
Kroz cijeli film Osveta Sitha redatelj Lucas referira se na široki raspon ostalih filmova i drugih izvora te koristi političke, vojne i mitološke motive kako bi pojačao priču. Scena koja je privukla najviše medijske pozornosti vjerojatno je ona između Anakina i Obi-Wana koja je i dovela do već spomenute kontroverze: "Ako nisi uz mene, neprijatelj si mi", kaže Anakin u jednom trenutku. Unatoč Lucasovim nijekanjima, novine The Seattle Times zaključile su: "Bez obzira na to što nije spomenuo Busha ili njegov Patriot Act ne možete pogriješiti u mišljenju da se izrečena rečenica odnosila upravo na to".
McDiarmid, Lucas i drugi su prozvali Anakinovo putovanje k mračnoj strani Faustovskim u smislu da on dogovara "pogodbu s vragom" kojom kratkoročno dobiva ono što želi, a da vulkanski planet Mustafar predstavlja pakao. U filmu je također prisutna i montažna sekvenca između Anakina i Padme kada razmišljaju jedno o drugom u Jedi hramu odnosno njihovom stanu tijekom zalaska sunca. Cijela sekvenca ne sadrži niti jedan dijalog, a popraćena je mračnom glazbom. Lucasov način snimanja eksterijera (nebodera) i interijera (izolacija) slična je načinu snimanja filma Rosemaryna beba čija se radnja vrti oko muža koji dogovara "pogodbu s vragom".

## Kritike, box-office rezultati i priznanja

### Kritike
Kritike za film Osveta Sitha bile su uglavnom pozitivne. Popularna internetska stranica Rotten Tomatoes sadržava 80% pozitivnih ocjena temeljenih na 253 zaprimljene kritike čime je ovo najbolje ocijenjeni film iz prve trilogije odnosno treći najbolje ocijenjeni film u kompletnoj sagi (Fantomska prijetnja, Klonovi napadaju i Povratak Jedija su ocijenjeni s 57%, 67% odnosno 78% pozitivnih kritika, dok su Nova nada i Carstvo uzvraća udarac ocijenjeni s 93% odnosno 96% pozitivnih kritika). Neki kritičari smatraju Osvetu Sitha najboljim nastavkom prve trilogije, dok su drugi išli toliko daleko i proglasili ga najboljim dijelom sage nakon Epizode V: Carstvo uzvraća udarac. Kritičar A. O. Scott iz New York Timesa zaključio je da se radi o "najboljoj epizodi od sve četiri koje je Lucas režirao" te da je po kvaliteti jednaka Carstvu kao "najbogatija i najizazovnija u sagi". Godine 2007. na internetskoj stranici Rotten Tomatoes film Osveta Sitha postavljen je na 51. od 100. mjesta na listi najboljih znanstveno-fantastičnih filmova (jedini film iz prve trilogije koji se nalazi na listi). Jonathan Rosenbaum, kritičar kojem se nisu svidjele epizode Nova nada i Carstvo uzvraća udarac dao je filmu pozitivnu ocjenu te naveo da ima "relativno promišljenju priču". Roger Ebert iz Chicago Sun-Timesa dao je filmu tri i pol od četiri zvjezdice te naveo: "Ako je Lucas promašio s prethodnom epizodom, Sila je ovoga puta bila s njim pa je Osveta Sitha sjajna zabava". Camille Paglie nahvalila je film uspoređujući neke njegove scene s radom modernih slikara.
Premda su se mnogi kritičari i obožavatelji serijala složili da se radi o jednom od najboljih nastavaka sage ili barem najboljem iz prve trilogije, neki su ga vidjeli kao ravnopravnog prethodnim nastavcima Fantomska prijetnja i Klonovi napadaju.
Veliki broj kritika upućen je dijalozima, pogotovo u romantičnim scenama te na glumu Haydena Christensena (za ovu je ulogu glumac "osvojio" drugu Zlatnu malinu za najgoreg sporednog glumca godine). Kritičari i obožavatelji ponajviše su kritizirali rečenice poput: "Drži me, Ani. Drži me, kao što si me onomad držao na Naboou... Gdje nije postojalo ništa 'sem naše ljubavi..." Kritičari su smatrali da upravo ova scena savršeno demonstrira Lucasovu slabost pisanja dijaloga s čime se sam redatelj složio kada je primao nagradu za životno djelo od Američkog filmskog instituta.
Neki američki konzervativci išli su toliko daleko u kritiziranju filma, navodeći da se radi o suviše liberalnom djelu koji komentira administraciju tadašnjeg Predsjednika SAD-a Georgea W. Busha te Rat u Iraku. Određene internetske stranice upravo zbog tog mišljenja pozivale su na bojkot filma. Lucas je branio film tvrdeći da je glavna okosnica priče napisana još tijekom Vijetnamskog rata te da je na nju utjecao taj sukob, a ne onaj u Iraku. Međutim, Lucas je isto tako napomenuo da su "paralele između rata u Vijetnamu i onoga što trenutno radimo u Iraku upravo nevjerojatne".

### Box-office rezultati
Film je u kino distribuciju pušten u 115 zemalja svijeta. Ukupan box-office rezultat iznosi blizu 850 milijuna dolara čime je film bio uvjerljivo najgledaniji 2005. godine. Sam film zaradio je 16,91 milijun dolara na 2900 ponoćnih pretpremijernih projekcija u Sjevernoj Americi na dan službenog kino otvaranja. U totalu film je zaradio rekordnih 50 milijuna dolara prvog dana kino prikazivanja. Sljedeće godine taj rekord oborio je film Pirati s Kariba: Mrtvačeva škrinja koji je zaradio 55,5 milijuna dolara prvog dana kino distribucije.
Samo sa zaradom na dan 19. svibnja film je do tada oborio četiri box-office rekorda: najposjećenije ponoćne pretpremijerne projekcije (do tada je rekorder bio film Gospodar prstenova: Povratak kralja s 8 milijuna dolara zarade), najbolje box-office otvaranje prvog dana prikazivanja (do tada je rekorder bio Spider-Man 2 s 40,4 milijuna dolara zarade), najveća zarada u jednom danu (do tada je rekorder bio Shrek 2 s 44,8 milijuna dolara zarade) i najbolje kino otvaranje u četvrtak (do tada je rekorder bio Matrix Reloaded s 37,5 milijuna dolara zarade). Rekorde najbolje zarade u jednom danu i najboljeg prvog dana kino prikazivanja kasnije će prestići film Pirati s Kariba: Mrtvačeva škrinja (7. srpnja 2006. godine), a rekord ponoćnih pretpremijernih projekcija srušit će film Vitez tame 18. srpnja 2008. godine s 18,5 milijuna dolara zarade. Film Osveta Sitha još uvijek drži rekord najboljeg kino otvaranja u četvrtak. Petog dana prikazivanja film Osveta Sitha postao je najgledaniji film 2005. godine, prestigavši komediju Hitch (177,6 milijuna dolara zarade). U prva četiri dana prikazivanja film je zaradio 158,5 milijuna dolara u SAD-u na taj način prestigavši rekord u četverodnevnoj zaradi kojeg je do tada držao film Matrix Reloaded (134,3 milijuna dolara) te se pridružio filmovima Spider-Man, Matrix Reloaded i Harry Potter i Plameni pehar kao jedini filmovi koji su zaradili preko 100 milijuna dolara u tri dana kino prikazivanja. U osam dana film je zaradio preko 200 milijuna dolara (rekord izjednačen s filmom Spider-Man 2), a do 17. dana prikazivanja film je prešao 300 milijuna dolara (prestigavši dotadašnji rekord od 18 dana kojeg je držao film Shrek 2). U konačnici je Osveta Sitha postao treći film koji je najbrže prešao zaradu od 350 milijuna dolara (nakon filmova Shrek 2 i Spider-Man).
Službena kino distribucija filma u američkim kinima završila je 20. listopada 2005. godine s ukupnom zaradom od 380 270 577 dolara. Film se trenutno nalazi na 20. mjestu najgledanijih filmova na domaćem tržištu svih vremena te je najgledaniji film 2005. godine u američkim kinima sa zaradom većom od 90 milijuna dolara pred drugoplasiranim filmom te godine - Kronike iz Narnije: Lav, vještica i ormar.
Međunarodni box-office rezultat koji je prešao cifru od 10 milijuna dolara zarade uključuje Australiju (27,2 milijuna), Francusku i Alžir (56,9 milijuna), Njemačku (47,3 milijuna), Italiju (11,3 milijuna), Japan (82,7 milijuna), Meksiko (15,3 milijuna), Južnu Koreju (10,3 milijuna), Španjolsku (23,8 milijuna) i Veliku Britaniju i Irsku (72,8 milijuna).

### Priznanja
Nakon što je Osveta Sitha krenula u službenu kino distribuciju i nakon što je kompletna saga konačno završena, dana 9. lipnja 2005. godine George Lucas je dobio nagradu za životno djelo od strane Američkog filmskog instituta. Institut mu je dao nagradu zbog "zadivljujućih postignuća u umjetnosti i tehnologiji filmskog stvaralaštva kao i zbog utjecaja na sedmu umjetnost kompletne sage".
Premda se radilo o najbolje ocijenjenom filmu iz prve trilogije, Osveta Sitha dobila je manje nominacija za nagrade od prethodnih uradaka. To je bio prvi film iz sage koji nije bio nominiran za prestižnu nagradu Oscar u kategoriji najboljih specijalnih efekata; međutim bio je nominiran u kategoriji najbolje maske (Dave Elsey i Nikki Gooley) koju je izgubio od filma Kronike iz Narnije: Lav, vještica i ormar. Film je također osvojio nagradu People's Choice Award za "najdraži film" i "najbolji dramski film"; zatim "najbolji holivudski film" na filmskom festivalu u Hollywoodu te Teen Choice Award za najbolji akcijski film. Film Osveta Sitha također je nominiran za najbolju originalnu glazbu na 48. dodjeli nagrada Grammy 2006. godine.
Kao i svaki film iz originalne trilogije i Osveta Sitha osvojila je nagradu Saturn za najbolji znanstveno-fantastični film. John Williams osvojio je istu nagradu za najbolju glazbu. Sam film bio je nominiran u 10 kategorija uključujući one za najboljeg redatelja, scenarij, glavnog glumca (Hayden Christensen), najbolju glumicu (Natalie Portman) i najboljeg sporednog glumca (Ian McDiarmid).
S druge strane od svih filmova iz prve trilogije Osveta Sitha dobila je najmanje nagrada za Zlatnu malinu - samo jednu i to onu za najgoreg sporednog glumca (Christensen), koju je isti i "osvojio". (Filmovi Fantomska prijetnja i Klonovi napadaju dobili su sedam nominacija svaki, a na kraju "osvojili" jednu odnosno dvije nagrade). To je jedini nastavak iz prve trilogije koji nije nominiran u kategoriji najgoreg filma godine za Zlatnu malinu. Na dodjeli MTV filmskih nagrada Christensen je osvojio onu za "najboljeg negativca".

## Ostali mediji

### Roman
Autor romana napisanog prema filmu je Matthew Stover. Sam roman uključuje puno više dijaloga nego film uključujući razgovor između Grofa Dookua i Darth Sidiousa u kojem čitatelji saznaju da je Palpatine lagao Dookuu u vezi s tim što će Carstvo zbilja biti; zatim razgovor između Macea Windua i Obi-Wana u kojem Kenobi izražava sumnju u samoga sebe u vezi nadolazeće borbe s generalom Grievousom, a u kojem mu Windu odgovara da premda mnogi njega (Windua) smatraju velikim mačevaocem zbog njegove kreacije borbenog stila Vaapad, on zapravo smatra Kenobija superiornijim od sebe zbog toga što je postojeći stil mačevanja (Soresu) doveo do savršenstva; te razgovor između Anakina i Palpatinea u kojem Palpatine obećava Anakinu da može dobiti štogod želi - bez obzira je li to novi jurnik ili zvjezdani sistem Corellia. Roman također sadržava i mnoge sitne detalje. Na primjer, tijekom bitke za Coruscant, Anakinov broj svemirske jedinice je Red 5 što je direktna referenca na Lukea Skywalkera i njegov broj u završnoj bitci u filmu Nova nada; jednim od Republičkih brodova upravlja poručnik Lorth Needa koji će u Epizodi V postati kapetan Needa. U romanu su također navedene reference na seriju u stripu naziva Star Wars: Republic poput bitke za Jabiim. Uz sve to, opsada hrama Jedija puno je nasilnija i detaljnija od one u filmskoj verziji.
U romanu su detaljno objašnjene neke stvari kojih u filmu nema ili nisu eksplicitno izrečene. Takvi primjeri uključuju razgovor između Anakina i Palpatinea u kojem Palpatine jasno daje do znanja mladom Anakinu da je njegov učitelj bio Darth Plagueis dok je u filmu to tek nagoviješteno. Uz to, otkriva se da je Anakinov glavni razlog bijesa zbog toga što nije postao Jedi vitez taj što jedino vitezovi imaju pristup holokronima u arhivi Jedi hrama gdje se Anakin nadao da će pronaći informaciju o tome kako spriječiti Padminu smrt. Roman nadalje objašnjava i činjenicu da je Palpatine namjerno izmanipulirao Vijeće da pošalje Obi-Wana u borbu protiv generala Grievousa zbog toga što je želio maknuti Kenobija s planeta Coruscant prije nego okrene Anakina tamnoj strani - ovo se kasnije pokazalo potrebnim zbog Anakinove reakcije nakon što sazna da je Palpatine zapravo Sith Lord: "Da je barem Obi-Wan ovdje - Obi Wan bi znao što treba reći. Što treba učiniti. Obi-Wan bi se s ovim mogao obračunati. A sada Anakin zna da ne može." Roman također objašnjava razloge Macea Windua zbog kojih nije poveo Anakina sa sobom u bitku protiv Palpatinea - osjetio je u njemu strah i nemir te nije vjerovao da se Anakin nalazi u pravom mentalnom stanju za borbu protiv Sith Lorda. To su samo neki primjeri opisa mnogih osjećaja likova i njihove "unutarnje naracije". Postoje čak i neki humoristični dijelovi koji uključuju dodatne dijaloge između Grievousa i Obi Wana tijekom njihove bitke, a u kojem Grievous kaže: "Trenirao me Grof Dooku", na što Obi-Wan odgovara: "Kakve li slučajnosti; ja sam trenirao čovjeka koji ga je ubio."

### Videoigra
Videoigra temeljena na filmu objavljena je 5. svibnja 2005. godine, dva tjedna prije početka kino distribucije filma. Igra je većim dijelom pratila priču filma, a u njoj su bile integrirane i određene scene iz filma. Međutim, mnogi dijelovi igre sadržavali su izbačene scene iz filma ili potpuno nove scene snimljene za potrebe same igre. Stil igre uglavnom se odnosio na borbe svjetlosnim mačevima te borbom igrača kao Obi-Wan ili Anakin. Igra također sadržava i mod za više igrača koji uključuje mogućnost međusobnih duela ili zajedničkih duela protiv kompjutera. U prvom modu igrači se bore jedan protiv drugoga svjetlosnim mačevima do smrti s likovima koje sami izaberu. U drugom modu dva igrača igraju zajedno protiv velikog broja neprijatelja kojima upravlja kompjuter.

## Vanjske poveznice
- Zvjezdani ratovi - Epizoda III: Osveta Sitha u internetskoj bazi filmova IMDb-a
- Zvjezdani ratovi - Epizoda III: Osveta Sitha na Rotten Tomatoes
- Zvjezdani ratovi - Epizoda III: Osveta Sitha na Box Office Mojo
- Ratovi zvijezda - Epizoda III: Osveta Sitha  Arhivirana inačica izvorne stranice od 22. srpnja 2020. (Wayback Machine) na Box Office